# Gombaszög
Gombaszög (szlovákul: Gombasek) Szalóc településrésze, korábban önálló község Szlovákiában, a Kassai kerület Rozsnyói járásában.

## Fekvése
Rozsnyótól 11 km-re, délnyugatra fekszik.

## Története
A középkori pálos kolostor romjai.
A Szalóchoz közeli Sajó menti települést az Ákosok alapították. A területet már az 1243-as határjárás is nevezetes helyként említi. Neve legkorábban 1371-ben fordul elő, de valószínű, hogy a 14. század eleje táján a mellette fekvő rév védelmére telepítették. Egyike volt a német jog alapján alapított településeknek.
1371-ben a Csetnekyek megalapították az ottani pálos kolostort, majd azt követően az egész helység a pálosoké lett. 1555-ben Bebek György elfoglalta és a kolostort várrá alakíttatta. 1566-ban ezt a császári hadakat vezető Schwendi Lázár foglalta el és rövidesen a várral együtt a falut is elpusztították. Azóta puszta és a későbbiekben inkább az ott űzött ipari tevékenységéről vált ismertté.
Az 1700-as években a családjának nemességet szerző Hámos Pálnak volt ott és a szomszédos Szalóc faluban vasolvasztója. Egy ideig az Eszterházy és a Ragályi családok voltak a földesurai, majd a 19. századra már a gróf Andrássy család tulajdonába került, akik 1945-ig birtokolták. 1828-ban 5 házában 27 lakos élt.
A 19. század közepén Fényes Elek eképpen írja le: „Gombaszeg, puszta, Gömör és Kis-Honth egyesült vármegyékben, Végtelke és Szalócz közt; 38 kath., magyar lak., s egy vashámorral. Hajdan itt kolostor volt, melly későbben meg is erősítetett. F. u. h. Eszterházy."
Területe 1920-ig Gömör-Kishont vármegye Rozsnyói járásához tartozott; 1938 és 1945 között újra Magyarország része volt.

## Nevezetességei
- A település nevezetes üdülőhely cseppkőbarlanggal. 1525 méter hosszú cseppkőbarlangját 1951-ben rozsnyói szlovák barlangászok egy csoportja fedezte fel. Jelenleg egy 285 méternyi szakasz látogatható. Egyedülálló szalmacseppkövei elérik a 3 méter hosszúságot is.
- Gombaszögi Nyári Tábor.
- Pálos kolostora a 14. században épült, a 17. században a császári sereg lerombolta. Romja a vidék egyik legjelentősebb kolostorának egyedüli látható emléke.
- Későbarokk kúriája a 18. században kialakított jövedelmező uradalom központjaként szolgált. A romos állapota ellenére is szemrevaló, rokokó díszítések nyomait mutató épületben hosszú évtizedeken át a területen gazdálkodó helyi termelőszövetkezet irodái működtek. Megszűnése után mind a kúria, mind pedig a körülötte álló, figyelemre méltó régi gazdasági épületek megállíthatatlannak látszó gyors romlásnak indultak. Az épület jelenleg is szerepel a műemléki lajstromban és műemléki védettséget élvez. Díszes rokokó stílusú kovácsolt ablakrácsait ellopták a fosztogatók.
- Az elképesztő állapotban lévő látnivalókat kínáló területen jelentős történelmi és építészeti emlékek pusztulnak. Az út túlsó oldalán pedig a megye utolsó vashámorának műemléki védettség alatt álló épülete viaskodik az enyészettel.
- Kőfejtőjében számos emlős őslény jelentős leletét tártak fel, az 1930-as évektől kezdődően több ásatást is folytattak itt paleontológusok (pl.: Jaroslav Petrbok, Tasnádi Kubacska András, Kretzoi Miklós, Mottl Mária, Oldřich Fejfar stb.). Innen számoltak be először a Xenocyon lycaonoides és a Panthera gombaszogensis fajokról.[2]

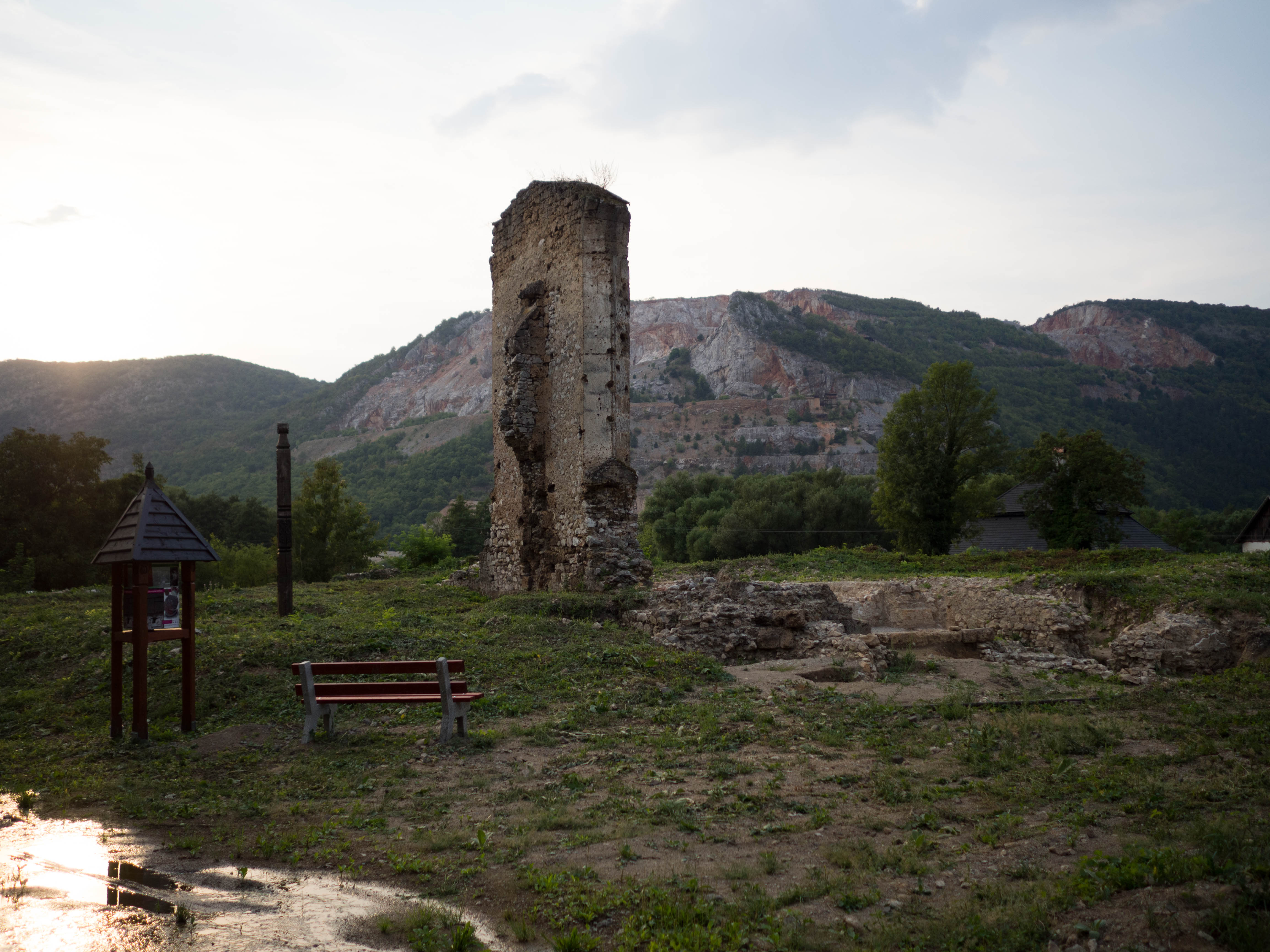
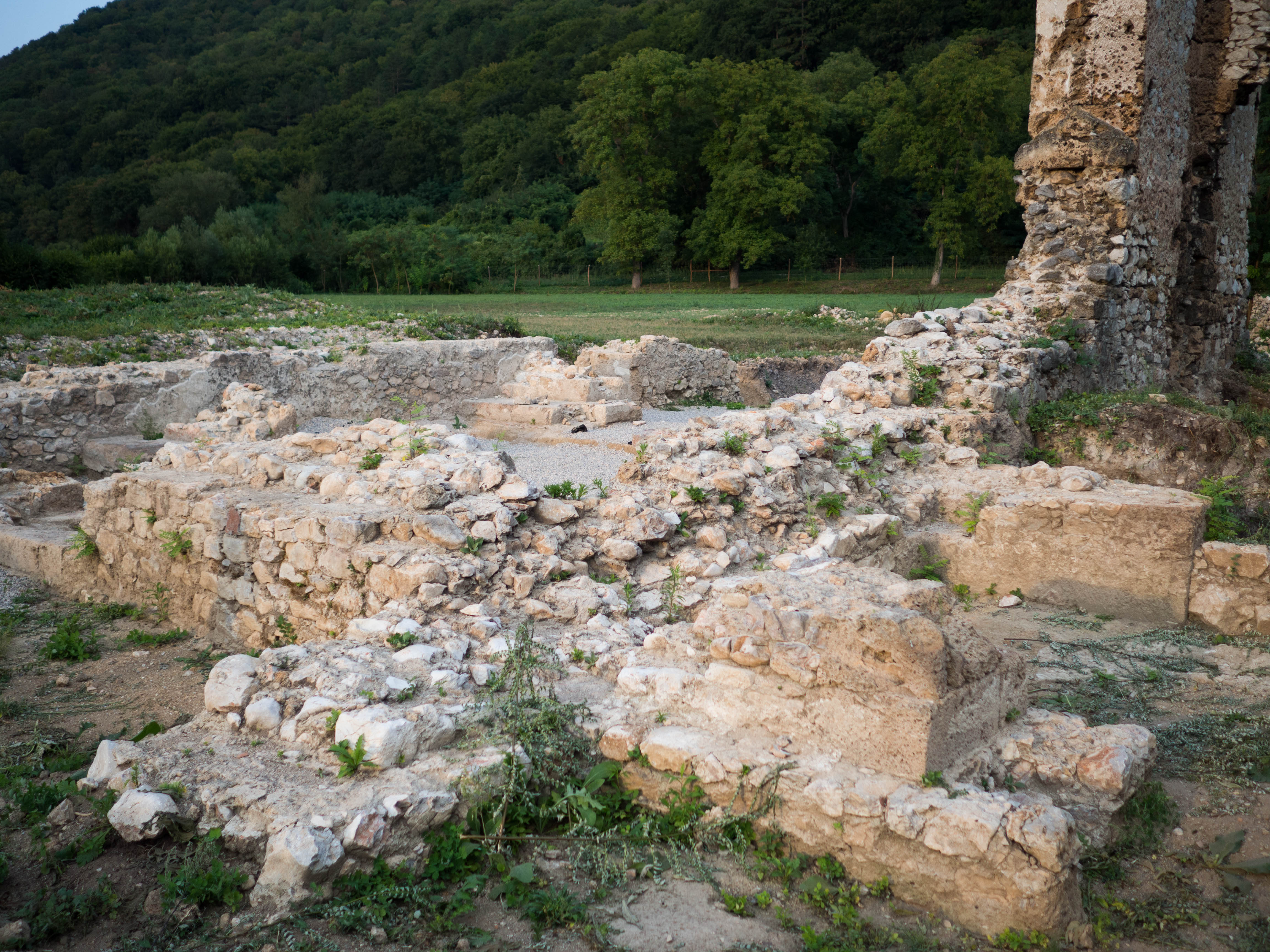
A kolostor romjai
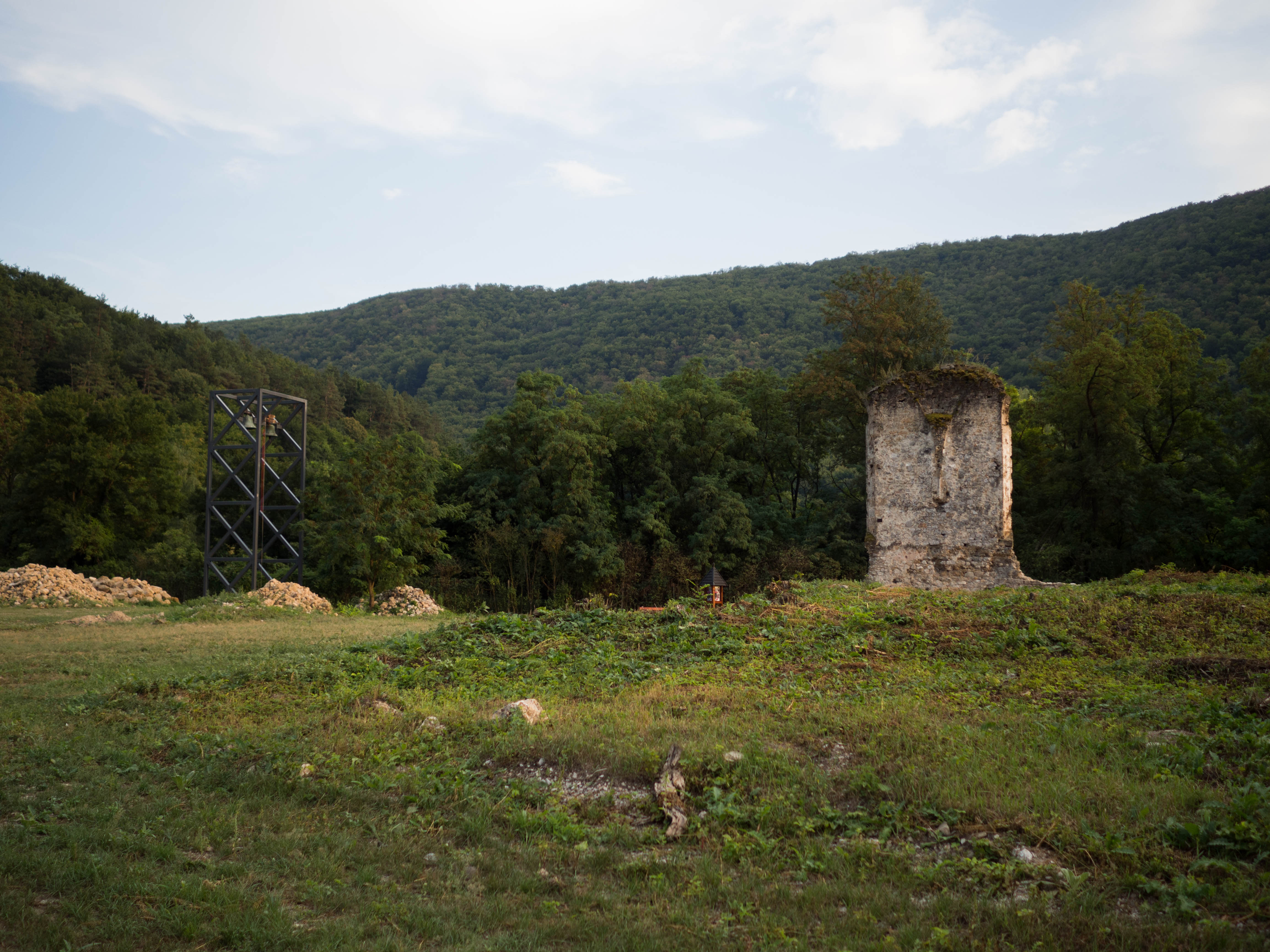
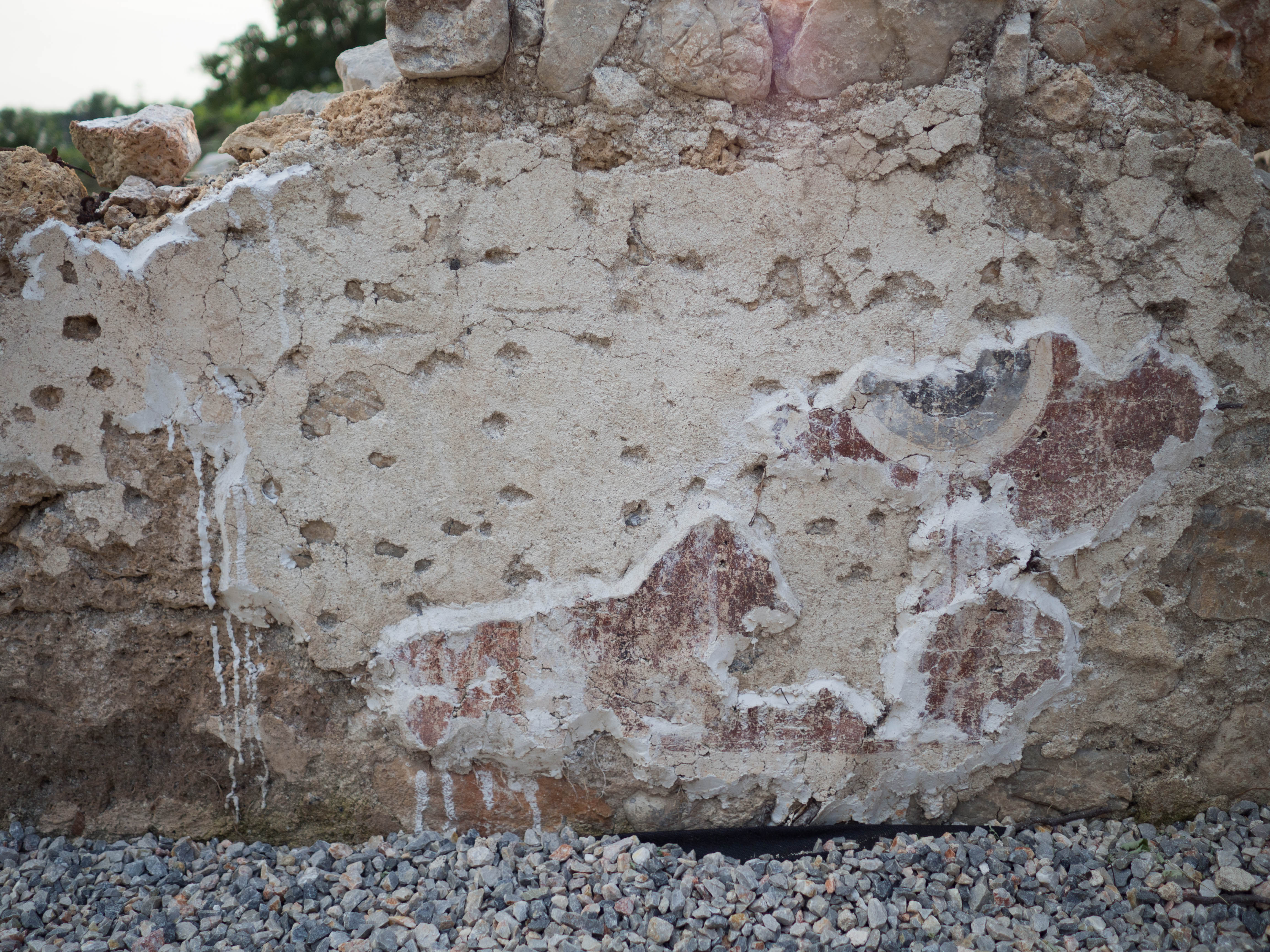

## Külső hivatkozások
- Hivatalos oldal
- A gombaszögi cseppkőbarlang (szlovákul)
- Alapinformációk Szalócról
- Szalóc Szlovákia térképén Archiválva 2007. november 22-i dátummal a Wayback Machine-ben
- Szalóc ismertetője
- A Szabad Újság cikke a kolostorromról